# Persephona mediterranea
Persephona mediterranea is een krabbensoort uit de familie van de Leucosiidae. De wetenschappelijke naam van de soort is voor het eerst geldig gepubliceerd in 1794 door Herbst.